# Stare Niziołki
Stare Niziołki – wieś sołecka w Polsce położona w województwie podlaskim, w powiecie wysokomazowieckim, w gminie Kulesze Kościelne.
W latach 1975–1998 miejscowość administracyjnie należała do województwa łomżyńskiego.
Wierni kościoła rzymskokatolickiego należą do parafii św. Bartłomieja Apostoła w Kuleszach Kościelnych.

## Historia
Wieś powstała na ziemi należącej do rodu Kuleszów. Według I. Halickiej nazwa Niziołki pojawia się w 1569 r. podczas składania przez szlachtę przysięgi na wierność królowi polskiemu, jednak miano to nie pojawia się w czasie spisu podatkowego Podlasia z 1580 r.
W I Rzeczypospolitej Stare Niziołki należały do ziemi bielskiej.
Pod koniec 18. stulecia na mapie królewskiego kartografa de Perthess’a naniesiono koło siebie dwie wsie: Kulesze Niesiołki Stare oraz Kulesze Niesiołki Dobki.
W roku 1827 Stare Niziołki liczyły 8 domów i 59 mieszkańców.
.
Pod koniec XIX w. Słownik geograficzny Królestwa Polskiego i innych krajów słowiańskich informuje: mieszka tu drobna szlachta. Wieś w powiecie mazowieckim, gmina Chojany parafia Kulesze.
W roku 1891 w miejscowości 13 drobnoszlacheckich gospodarstw na 61 ha ziemi, średnie gospodarstwo liczyło prawie 5 ha.
Spis powszechny z 1921 roku notuje tu 19 domów i 111 mieszkańców.